# HD 10180
HD 10180 is een ster in het sterrenbeeld Hydrus (Kleine Waterslang) op ongeveer 127 lichtjaar van de aarde.
Het HD 10180-stelsel is dichtbevolkt met minstens 6, waarschijnlijk 7 en mogelijk zelfs 9 planeten en zou daarmee meer planeten dan het zonnestelsel kunnen hebben; het onderzoek loopt nog.
De ontdekte planeten zijn vergelijkbaar met Neptunus, dus massief en 13-25 keer de aard-massa. HD 10180 is een van de 15 bekende planetenstelsels met meer dan 3 planeten. Door de aantrekkingskracht van de planeten schommelt de ster.

## Planetenstelsel
- HD 10180 b is waarschijnlijk iets groter dan onze Aarde. Het heeft een iets excentriekere omlooptijd. De planeet staat te dicht bij de zon voor menselijk leven doordat deze te heet zal zijn.
- HD 10180 c is waarschijnlijk een hete Neptunus. Een gasgigant die dus vrij dicht rond zijn ster draait met het gevolg dat deze vrij heet is.
- HD 10180 i is nog niet bevestigd, maar is waarschijnlijk een hete Superaarde.
- HD 10180 d is waarschijnlijk een hete Neptunus
- HD 10180 e is ook waarschijnlijk een hete Neptunus, maar dan één met twee maal de grootte van Neptunus.
- HD 10180 j is nog niet bevestigd, maar is waarschijnlijk een Superaarde of heel misschien ook een gasdwerg.
- HD 10180 f is ook een hete Neptunus
- HD 10180 g is vermoedelijk een gasplaneet, in de bewoonbare zone. Het is wellicht niet geschikt voor aards leven door zijn massa (24x de aarde) en door het feit dat het wellicht een gasgigant is.
- HD 10180 h is de grootste en de meest verre planeet in dit planetenstelsel welke dus een gasplaneet is. Het is wellicht te vergelijken met Saturnus uit het zonnestelsel, en ligt op een afstand even ver als de afstand tussen de buitendelen van de planetoïdengordel en onze zon.

De geschiedenis van de vorming is tot nu toe onbekend. De afstand van planeten tot moederster is tussen 0,06 en 1,4 keer die van de zon tot de aarde. De 5 Neptunus-achtige planeten zouden in het zonnestelsel in de baan rond Mars vallen en beschrijven een vast patroon (cirkelvormig).
In het algemeen geldt dat massieve planeten zich bevinden rond massieve en metaalrijke sterren bevinden, terwijl minder massieve planeten zich bevinden rond minder massieve en metaalarme sterren.
| Planeet (volgorde vanaf ster) | Massa           | Halve lange as (AE) | Omlooptijd (dagen) | Excentriciteit  | Straal |
| ----------------------------- | --------------- | ------------------- | ------------------ | --------------- | ------ |
| b                             | >1,3 ± 0,8 M🜨   | 0,02222 ± 0,00011   | 1,17766 ± 0,00022  | 0,0005 ± 0,0049 | —      |
| c                             | >13,0 ± 2,0 M🜨  | 0,0641 ± 0,0010     | 5,75973 ± 0,00083  | 0,07 ± 0,08     | —      |
| i (onbevestigd)               | >1,9 ± 1,8 M🜨   | 0,0904 ± 0,047      | 9,655 ± 0,072      | 0,05 ± 0,23     | —      |
| d                             | >11,9 ± 2,15 M🜨 | 0,1284 ± 0,0061     | 16,354 ± 0,0013    | 0,011 ± 0,013   | —      |
| e                             | >25,0 ± 3,9 M🜨  | 0,270 ± 0,0013      | 49,75 ± 0,007      | 0,001 ± 0,010   | —      |
| j (onbevestigd)               | >5,1 ± 3,2 M🜨   | 0,330 ± 0,016       | 67,55 ± 1,28       | 0,07 ± 0,12     | —      |
| f                             | >23,9 ± 1,4 M🜨  | 0,4929 ± 0,0078     | 122,88 ± 0,65      | 0,13 ± 0,015    | —      |
| g                             | >21,4 ± 3,4 M🜨  | 1,415 ± 0,091       | 596 ± 37           | 0,03 ± 0,40     | —      |
| h                             | >65,8 ± 12,9 M🜨 | 3,49 ± 0,60         | 2300 ± 550         | 0,18 ± 0,016    | —      |